# Aartsbisdom Piura
Het aartsbisdom Piura (Latijn: Archidioecesis Piurensis) is een rooms-katholiek aartsbisdom met als zetel Piura, in Peru. De aartsbisschop van Piura is metropoliet van de kerkprovincie Piura, waartoe ook de volgende suffragane bisdommen behoren:
- Chachapoyas
- Chiclayo
- Chota (territoriale prelatuur)
- Chulucanas

## Geschiedenis
Het aartsbisdom werd opgericht op 29 februari 1940, als het bisdom Piura, uit delen van het bisdom Trujillo, en was suffragaan aan het aartsbisdom Lima. Op 23 mei 1943 wisselde het van kerkprovincie en werd suffragaan aan het nieuw verheven aartsbisdom Trujillo. Op 30 juni 1966 werd het verheven tot metropolitaan aartsbisdom. 

## Parochies
Het aartsbisdom had in 2021 een oppervlakte van 26.636 km2 en telde 1.843.772 inwoners waarvan 90,0% rooms-katholiek was.

## Ordinarii

### Bisschoppen
- Fortunato Chirichigno Pontolido (15 december 1940 - 2 januari 1953)
- Federico Pérez Silva (2 januari 1953 - 15 juni 1957; coadjutor sinds 1 mei 1952)
- Carlos Alberto Arce Masías (6 februari 1959 - 6 januari 1963)

### Aartsbisschoppen
- Erasmo Hinojosa Hurtado (6 januari 1963 - 6 augustus 1977; coadjutor sinds 3 mei 1961)
  - Federico Richter Fernandez-Prada (hulpbisschop: 12 april 1973 - 20 september 1975)
  - Emilio Vallebuona Merea (hulpbisschop: 21 oktober 1975 - 18 januari 1978)
- Fernando Vargas Ruiz de Somocurcio (18 januari 1978 - 26 september 1980)
- Oscar Rolando Cantuarias Pastor (9 september 1981 - 11 juli 2006)
  - Augusto Beuzeville Ferro (hulpbisschop: 31 augustus 1990 - 15 juni 2004)
- José Antonio Eguren Anselmi (11 juli 2006 - heden)

Piura (aartsbisdom) · Chachapoyas · Chiclayo · Chota (territoriale prelatuur) · Chulucanas